# Dispersión térmica
La dispersión térmica (thermal blooming en inglés) es un efecto atmosférico, observado en los haces del Láser Táctico de Alta Energía. Es el resultado de la interacción no lineal de la radiación láser con el medio de propagación, generalmente el aire, que es calentado por la absorción de una fracción de la radiación. La cantidad de energía absorbida es una función de la longitud de onda del láser. El término "dispersión térmica" se utiliza a menudo para describir cualquier tipo de "distorsión térmica" autoinducida por la radiación láser.